# Vincenzo Macchi
Vincenzo Macchi, italijanski duhovnik, škof in kardinal, * 30. avgust 1770, Capo de Monte, † 30. september 1860.

## Življenjepis
29. decembra 1792 je prejel duhovniško posvečenje.
2. oktobra 1818 je bil imenovan za naslovnega nadškofa Nisibisa in čez 4 dni še za apostolskega nuncija v Švici. 2. novembra 1819 je bil imenovan še za apostolskega nuncija v Franciji. 
Leta 1826 je postal uslužbenec Rimske kurije. 2. oktobra 1826 je bil povzdignjen v kardinala in imenovan za kardinal-duhovnika Ss. Giovanni e Paolo. 
11. decembra 1834 je bil imenovan za prefekta Zbora Rimske kurije.
Pozneje je bil postavljen na tri kardinal-škofovska mesta: škofija Palestrina (14. december 1840), škofija Porto e Santa Rufina (22. januar 1844) in Ostia (11. junij 1847).
Umrl je 30. septembra 1860.